# 安妮馬涅 (阿拉巴馬州)
安妮馬涅（英語：Anne Manie）是位於美國阿拉巴馬州威爾科克斯縣的一個非建制地區。該地的面積和人口皆未知。

## 地理
安妮馬涅的座標為32°03′11″N 87°34′15″W / 32.05306°N 87.57083°W，而該地的平均海拔高度為34米（即122英尺）。